# Deutsche Fechtmeisterschaften 2011
Bei den Deutschen Fechtmeisterschaften 2011 wurden Einzel- und Mannschaftswettbewerbe im Fechtsport an vier verschiedenen Orten ausgetragen. Die Meisterschaften wurden vom Deutschen Fechter-Bund organisiert.
Im Herrenflorett wiederholte Benjamin Kleibrink seinen Vorjahressieg und wurde zum vierten Mal deutscher Meister, im Degenfechten gewann Christoph Kneip erstmals, und im Säbel holte Nicolas Limbach sich zum vierten Mal den Titel. Bei den Damen siegte Carolin Golubytskyi erneut im Florett. Im Degen holte Britta Heidemann sich nach ihren vielen internationalen Erfolgen zum ersten Mal den Titel Deutsche Meisterin und im Säbel gewann Alexandra Bujdosó zum vierten Mal.

## Florett
Die Deutschen Meisterschaften 2011 fanden als Helene Mayer Gedächtnisturnier vom 15. bis 16. Januar 2011 in Offenbach am Main statt. Am 15. Januar wurden die Einzelwettbewerbe ausgefochten, am 16. Januar die Mannschaftswettbewerbe.

### Herrenflorett
| Platz | Sportler           | Verein                |
| ----- | ------------------ | --------------------- |
| 1     | Benjamin Kleibrink | FC Tauberbischofsheim |
| 2     | Marius Braun       | OFC Bonn              |
| 3     | Dominik Behr       | FC Tauberbischofsheim |
| 3     | Aljoscha Gollan    | OFC Bonn              |

### Herrenflorett (Mannschaft)
| Platz | Verein                | Sportler                                                        |
| ----- | --------------------- | --------------------------------------------------------------- |
| 1     | FC Tauberbischofsheim | Benjamin Kleibrink Johann Gustinelli Dominik Behr Lucas Lehmann |
| 2     | OFC Bonn              | André Weßels Moritz Kröplin André Sanita Aljoscha Gollan        |
| 3     | SC Berlin             | Christian Schlechtweg Andreas Urban Kevin Kaufer                |

### Damenflorett
| Platz | Sportler            | Verein                  |
| ----- | ------------------- | ----------------------- |
| 1     | Carolin Golubytskyi | FC Tauberbischofsheim   |
| 2     | Anja Schache        | FC Tauberbischofsheim   |
| 3     | Melanie Grube       | FC Tauberbischofsheim   |
| 3     | Roxanne Merkl       | TSV Bayer 04 Leverkusen |

### Damenflorett (Mannschaft)
| Platz | Verein                  | Sportler                                                           |
| ----- | ----------------------- | ------------------------------------------------------------------ |
| 1     | FC Tauberbischofsheim   | Carolin Golubytskyi Katja Wächter Sandra Bingenheimer Anja Schache |
| 2     | SC Berlin               | Martina Zacke Katharina Schult Stefanie Reese Sophia Reese         |
| 3     | TSV Bayer 04 Leverkusen | Roxanne Merkl Larissa Merkl Pia Klauck Jacqueline Sohlow           |

## Degen
Die Deutschen Meisterschaften 2011 wurden vom 16. bis 17. April 2011 im Olympiastützpunkt Tauberbischofsheim ausgetragen (Einzel am Samstag,
Mannschaft am Sonntag).

### Herrendegen
| Platz | Sportler         | Verein                  |
| ----- | ---------------- | ----------------------- |
| 1     | Christoph Kneip  | TSV Bayer 04 Leverkusen |
| 2     | Jörg Fiedler     | FC Leipzig              |
| 3     | Falk Spautz      | WMTV Solingen           |
| 3     | Norman Ackermann | TSV Bayer 04 Leverkusen |

### Herrendegen (Mannschaft)
| Platz | Verein                  | Sportler                                                      |
| ----- | ----------------------- | ------------------------------------------------------------- |
| 1     | Heidenheimer SB         | Maximilian Keck Stephan Rein Constantin Böhm Niklas Multerer  |
| 2     | TSV Bayer 04 Leverkusen | Christoph Kneip Norman Ackermann Tobias Gayk Rouven Ackermann |
| 3     | SC Berlin               | Toni Kneist Manuel Erdmann Uwe Kirschen Maxim Poutrus         |

### Damendegen
| Platz | Sportler              | Verein                  |
| ----- | --------------------- | ----------------------- |
| 1     | Britta Heidemann      | TSV Bayer 04 Leverkusen |
| 2     | Beate Christmann      | FC Tauberbischofsheim   |
| 3     | Imke Duplitzer        | OFC Bonn                |
| 3     | Maria Hugas Mallorqui | Heidelberger FC         |

### Damendegen (Mannschaft)
| Platz | Verein                  | Sportler                                                          |
| ----- | ----------------------- | ----------------------------------------------------------------- |
| 1     | Heidenheimer SB         | Monika Sozanska Ricarda Multerer Melinda Kövecs Ines Werner       |
| 2     | OFC Bonn                | Imke Duplitzer Stephanie Suhrbier Alexandra Ndolo Sina Dostert    |
| 3     | TSV Bayer 04 Leverkusen | Britta Heidemann Marijana Marković Julia Morawietz Lina Schneider |

## Säbel
Die Deutschen Einzel- und Mannschaftsmeisterschaften 2011 wurden am 28. Mai 2011 (Einzel) in Tauberbischofsheim
und am 29. Mai 2011 (Mannschaft) Mai in Eislingen/Fils
ausgefochten.

### Herrensäbel
| Platz | Sportler          | Verein                |
| ----- | ----------------- | --------------------- |
| 1     | Nicolas Limbach   | TSV Bayer Dormagen    |
| 2     | Johannes Klebes   | FC Tauberbischofsheim |
| 3     | Benedikt Wagner   | TSV Bayer Dormagen    |
| 3     | Benedikt Beisheim | TSV Bayer Dormagen    |

### Herrensäbel (Mannschaft)
| Platz | Verein                | Sportler                                                             |
| ----- | --------------------- | -------------------------------------------------------------------- |
| 1     | FC Tauberbischofsheim | Björn Hübner Johannes Klebes Sebastian Flegler Bence Szabo           |
| 2     | TSV Bayer Dormagen    | Benedikt Wagner Richard Hübers Benedikt Beisheim Sebastian Schrödter |
| 3     | TV Alsfeld            | Marlon Hirzmann Norman Hirzmann Pascal Merle Ulrich Eisenträger      |

### Damensäbel
| Platz | Sportler          | Verein                  |
| ----- | ----------------- | ----------------------- |
| 1     | Alexandra Bujdosó | Königsbacher SC Koblenz |
| 2     | Anja Musch        | FC Würth Künzelsau      |
| 3     | Sibylle Klemm     | FC Tauberbischofsheim   |
| 3     | Stefanie Kubissa  | TSV Bayer Dormagen      |

### Damensäbel (Mannschaft)
| Platz | Verein                  | Sportler                                                    |
| ----- | ----------------------- | ----------------------------------------------------------- |
| 1     | TSV Bayer Dormagen      | Stefanie Kubissa Davina Hirzmann Anna Limbach Judith Kusian |
| 2     | FC Tauberbischofsheim   | Sibylle Klemm Lisa Freudenberger Nele Grodde Jasmin Bührle  |
| 3     | Königsbacher SC Koblenz | Alexandra Bujdosó Solvejg Kleber Marie Görg Rabea Redwanz   |